# Lettre à Pythoclès
La Lettre à Pythoclès (Ἐπιστολὴ πρὸς Πυθοκλήν en grec ancien) est un texte d’Épicure consacré aux phénomènes astronomiques ainsi qu'aux météores ou phénomènes naturels (cyclones, foudre…). 

## Transmission du texte
Avec la Lettre à Hérodote et la Lettre à Ménécée, la Lettre à Pythoclès fait partie des rares textes d'Épicure qui sont parvenus jusqu'aux temps modernes,.
Le texte de la Lettre a été préservé par le doxographe Diogène Laërce, qui le retranscrit au livre X de ses Vies, doctrines et sentences des philosophes illustres,. Consacré à Épicure, le livre X de Laërce reproduit également les deux autres lettres, et un ensemble de 40 maximes dites « capitales ». Jusqu'à la publication en 1888 de maximes issues d'un manuscrit du Vatican, la retranscription de Diogène Laërce constitue l'intégral du corpus attribué à Épicure.

## Contenu
La Lettre à Pythoclès est consacrée aux phénomènes célestes (soleil, lune, étoiles, comètes, éclipses...) et météorologiques (vents, pluies, grêle, foudre, cyclones, arcs-en-ciel, séismes...) ; Pythoclès lui ayant demandé de résumer de manière simple sa doctrine sur ces derniers, Épicure donne une liste détaillée de toutes les causes possibles concernant leur naissance et leurs variations, ainsi que les explications plausibles quant à leur nature et leurs causes.
Il propose une définition de ce qu'est un monde (κόσμος) : « c’est une enveloppe de ciel qui enveloppe des astres, une terre et tous les phénomènes ; elle contient une section de l’infini et se termine en une limite qui est soit subtile soit dense, et dont la rupture entraînera la confusion de tout ce qu’elle renferme – limite qui est soit mue circulairement, soit immobile, et dotée d’une configuration arrondie, triangulaire ou quelconque. Il existe en effet toutes sortes de possibilités, car aucun des phénomènes ne les infirme pour ce monde-ci dans lequel il n’est pas possible de saisir un terme. » Cette approche est à l'opposé de celle d'Aristote, qui exclut la multiplicité, qu'elle soit réelle ou théorisée par les philosophes. Pour Epicure, ce qui ne peut être infirmé devient possible au même titre que les autres hypothèses. Privilégier une opinion sur les autres, « sort du domaine de la Nature pour se précipiter dans le mythe »,. Si l'expérience tirée des sens permet d'appréhender les phénomènes proches et d'établir des opinions justes, on est réduit aux conjectures pour les phénomènes cosmiques non accessibles aux sens. Diverses hypothèses peuvent donc être proposées, même si elles sont contradictoires, par exemple pour expliquer les mouvements de la Lune et du Soleil,.
Pour Épicure,  la connaissance des « météores » est indispensable pour exorciser la crainte des dieux. Cette connaissance n'est que conjecturale, et il montre qu'il peut exister plusieurs explications, également plausibles, des phénomènes célestes ; il est impossible de réduire la multiplicité des phénomènes à un seul principe explicatif ; cela vient de la situation de l'être humain, auquel ces phénomènes ne sont pas directement accessibles, et aux limites de son intelligence. La sagesse est de s’en tenir aux limites de l’expérience proche pour connaître et tenter de comprendre les réalités naturelles : c'est la seule manière de se prémunir contre les peurs et angoisses liées aux mythes et aux théories du surnaturel.

### Éditions
- Épicure à Pythoclès : Sur la cosmologie et les phénomènes météorologiques, édition du texte grec, traduction en français, introduction et commentaires par Jean Bollack et André Laks, Villeneuve-d'Ascq, Publications de l'Université de Lille III ; Paris, Maison des sciences de l'homme, 1978, 371 p.  (ISBN 2-85939-103-7) Lire en ligne.
- Épicure, Lettres et Maximes ; texte établi et traduit avec une introduction et des notes par Marcel Conche, 8e édition, Paris, Presses universitaires de France, 2009, 327 p.  (ISBN 978-2-13-057939-7).

### Études
- Jacques Fantino, « La pluralité des mondes. Entre science et théologie. », Revue des Sciences Religieuses, t. 76, no 3,‎ 2002, p. 271-295 (lire en ligne)